# Salmo
Se procura os textos bíblicos, veja Livro de Salmos.
Salmo é um género de peixes da família Salmonidae, o qual inclui espécies comuns como o salmão (Salmo salar) e a truta (Salmo trutta). A distribuição natural do género é maioritariamente europeia, com apenas o salmão-atlântico a atingir a América do Norte, já que as espécies de salmão e de truta da bacia do Oceano Pacífico pertencem ao género Oncorhynchus. O nome genérico Salmo deriva do latim salmō (salmão).

## Espécies
O número de espécies e subespécies distintas incluídas no género Salmo é controverso, sendo objecto de aceso debate. Apenas o salmão-atlântico e a truta-comum são espécies com larga distribuição geográfica, estando as restantes espécies restritas a bacias hidrográficas isoladas, nas quais são endemismos. Este isolamento fomenta o aparecimento de espécies e subespécies por vezes com fronteiras taxonómicas difíceis de delinear. De acordo com a FishBase existem cerca de 40 espécies validadas no género Salmo:
| - Salmo abanticus Tortonese, 1954 - Salmo akairos Delling & Doadrio, 2005 - Salmo aphelios Kottelat, 1997 - Salmo balcanicus (S. L. Karaman, 1927) - Salmo carpio Linnaeus, 1758 - Salmo caspius Kessler1877 - Salmo cenerinus Nardo, 1847 - Salmo cettii Rafinesque, 1810 - Salmo ciscaucasicus Dorofeeva, 1967 - Salmo coruhensis Turan, Kottelat & Engin, 2010 - Salmo dentex (Heckel, 1851) - Salmo ezenami L. S. Berg, 1948 - Salmo farioides S. L. Karaman, 1938 - Salmo ferox Jardine, 1835 - Salmo fibreni Zerunian & Gandolfi, 1990 - Salmo ischchan Kessler, 1877 (Sevan trout) - Salmo labrax Pallas, 1814 (Black Sea salmon) - Salmo letnica (S. L. Karaman, 1924) (Ohrid trout) - Salmo lourosensis Delling, 2011 - Salmo lumi G. D. Poljakov, Filipi, Basho & Hysenaj, 1958 - Salmo macedonicus (S. L. Karaman, 1924) - Salmo marmoratus G. Cuvier, 1829 - Salmo montenigrinus (S. L. Karaman, 1933) | - Salmo nigripinnis Günther, 1866 - Salmo obtusirostris (Heckel, 1851) (Adriatic trout) - Salmo ohridanus Steindachner, 1892 - †Salmo pallaryi Pellegrin, 1924 - Salmo pelagonicus S. L. Karaman, 1938 - Salmo peristericus S. L. Karaman, 1938 - Salmo platycephalus Behnke, 1968 (Flathead trout) - Salmo rhodanensis Fowler, 1974 - Salmo rizeensis Turan, Kottelat & Engin, 2010 - Salmo salar Linnaeus, 1758 (Atlantic salmon) - Salmo schiefermuelleri Bloch, 1784 - Salmo stomachicus Günther, 1866 (Gillaroo) - Salmo taleri (S. L. Karaman, 1933) - Salmo tigridis Turan, Kottelat & Bektaş, 2011 - Salmo trutta Linnaeus, 1758 - Salmo trutta aralensis L. S. Berg, 1908 (Aral trout) - Salmo trutta fario Linnaeus, 1758 (Brown trout) - Salmo trutta lacustris Linnaeus, 1758 - Salmo trutta macrostigma (A. H. A. Duméril, 1858) - Salmo trutta oxianus Kessler, 1874 (Amu-Darya trout) - Salmo trutta trutta Linnaeus, 1758 (Sea trout) - Salmo visovacensis Taler, 1950 - Salmo zrmanjaensis S. L. Karaman, 1938 |